# 賢劫経
『賢劫経』（げんごうきょう、Bhadrakalpikasūtra）は、大乗仏教の経典。現在の劫（大劫）である賢劫(bhadrakalpa)に出現する千仏の名を羅列している。『大正新脩大蔵経』では経集部の冒頭(T14n0425)に収録する。

## 内容
ヴァイシャーリーにおいて、仏陀は喜王菩薩にむけて語り、まず菩薩修行の内容や、仏を供養する功徳について述べる。今後賢劫中に八万四千諸三昧門に入って悟りを得る千の如来が現れることを仏陀は予言し、その名を列挙する。
賢劫の最初の仏は過去七仏の4番目にあたる拘留孫如来（クラクッチャンダ）である（それ以前の仏は賢劫ではなく荘厳劫(vyūhakalpa)に属する）。それから拘那含牟尼如来、迦葉如来、釈迦如来、および慈氏如来から楼至如来（ローチャ）に至る未来の仏をあげる。

## テキスト
サンスクリット本は残っていないが、多くの言語に翻訳されている。
チベット語訳『bskal pa bzang po』は1002仏をあげる。
漢訳は竺法護が300年（291年とも）に翻訳した『賢劫経』24品が現存する。
ホータン語訳は943年の写本で、内容はチベット語訳や漢訳に一致しない。賢劫に1005人の仏が現れると説くにもかかわらず、実際の一覧には998人しか現れず、しかも名前に重複がある。
ガンダーラ語本の断簡は、1990年代にアフガニスタンから流出した大量の仏教写本の中から発見された。初めて確認されたガンダーラ語大乗仏典写本として注目された。

## 影響
千仏信仰は莫高窟やキジル石窟、ベゼクリク千仏洞などの仏教美術に影響を与えた。
過去・現在・未来の3つの劫それぞれに出現する千仏の名を記した『三劫三千仏名経』（さんごうさんぜんぶつみょうきょう）と呼ばれる経典（過去荘厳劫千仏名経、現在賢劫千仏名経、未来星宿劫千仏名経。各1巻）があるが、現在賢劫千仏名経のみに喜王菩薩が現れるなど、明らかに『賢劫経』を元に成立したものである。
日本では、旧暦12月に多数の仏名を唱える仏名会（ぶつみょうえ）が行われ、はじめ『仏名経』が、後に『三劫三千仏名経』が使用されたが、室町時代に絶えた。

## 関連文献
- 田久保周誉『敦煌出土 于闐語秘密経典集の研究: 論説篇・賢劫仏名経と毘盧遮那仏の研究』春秋社、1975年。
- Weller, Friedrich (1928). Tausend Buddhanamen des Bhadrakalpa. Leipzig: Verlag der Asia Major（満州語・中国語・サンスクリット・チベット語・モンゴル語版の仏名の比較）